# Przejście graniczne Golińsk-Starostín
Przejście graniczne Golińsk-Starostín – polsko-czeskie drogowe przejście graniczne położone w województwie dolnośląskim, w powiecie wałbrzyskim, w gminie Mieroszów w miejscowości Golińsk, zlikwidowane w 2007.

## Opis
Przejście graniczne Golińsk-Starostín z miejscem odprawy po stronie polskiej w miejscowości Golińsk, zostało utworzone w sierpniu 1993. Czynne było całą dobę. Dopuszczony był ruch pieszych, rowerzystów, motocykli, samochodów osobowych, autokarów i mały ruch graniczny. 3 stycznia 2002 roku rozszerzono ruch o samochody ciężarowe do 6 ton rzeczywistej masy całkowitej.
Do przejścia granicznego można było dojechać drogą krajową nr 35.
21 grudnia 2007 na mocy układu z Schengen przejście graniczne zostało zlikwidowane.

### Przejście graniczne z Czechosłowacją
W okresie istnienia Czechosłowackiej Republiki Socjalistycznej od 28 grudnia 1985 funkcjonowało w tym miejscu polsko-czechosłowackie drogowe przejście graniczne Golińsk-Meziměstí i małego ruchu granicznego I kategorii. Dopuszczony był ruch osób i środków transportu dla wszystkich posiadaczy przepustek. Kontrola celna wykonywana była przez organy celne.

## Galeria

Przejście graniczne Golińsk-Starostín
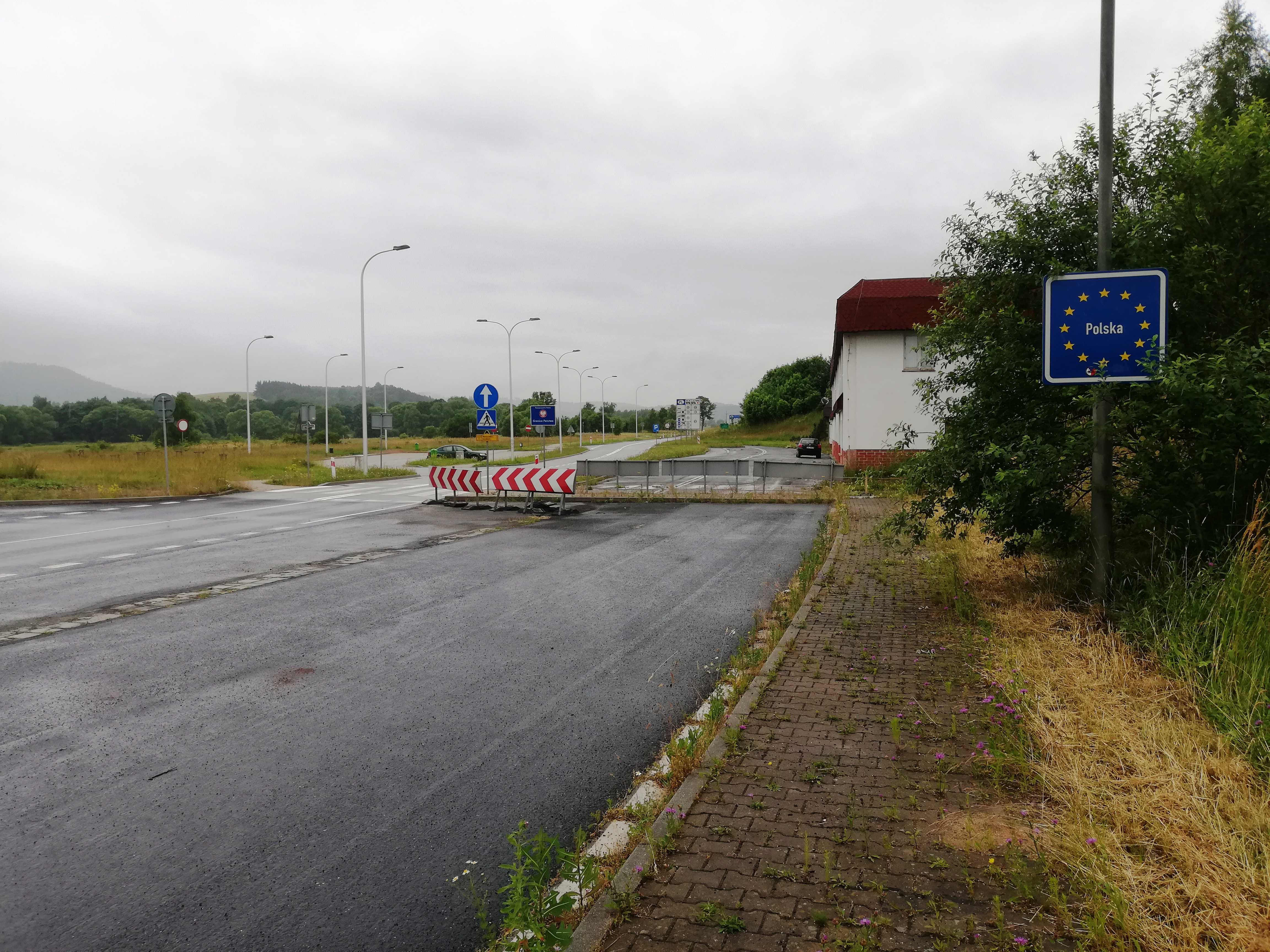
(lipiec 2021)
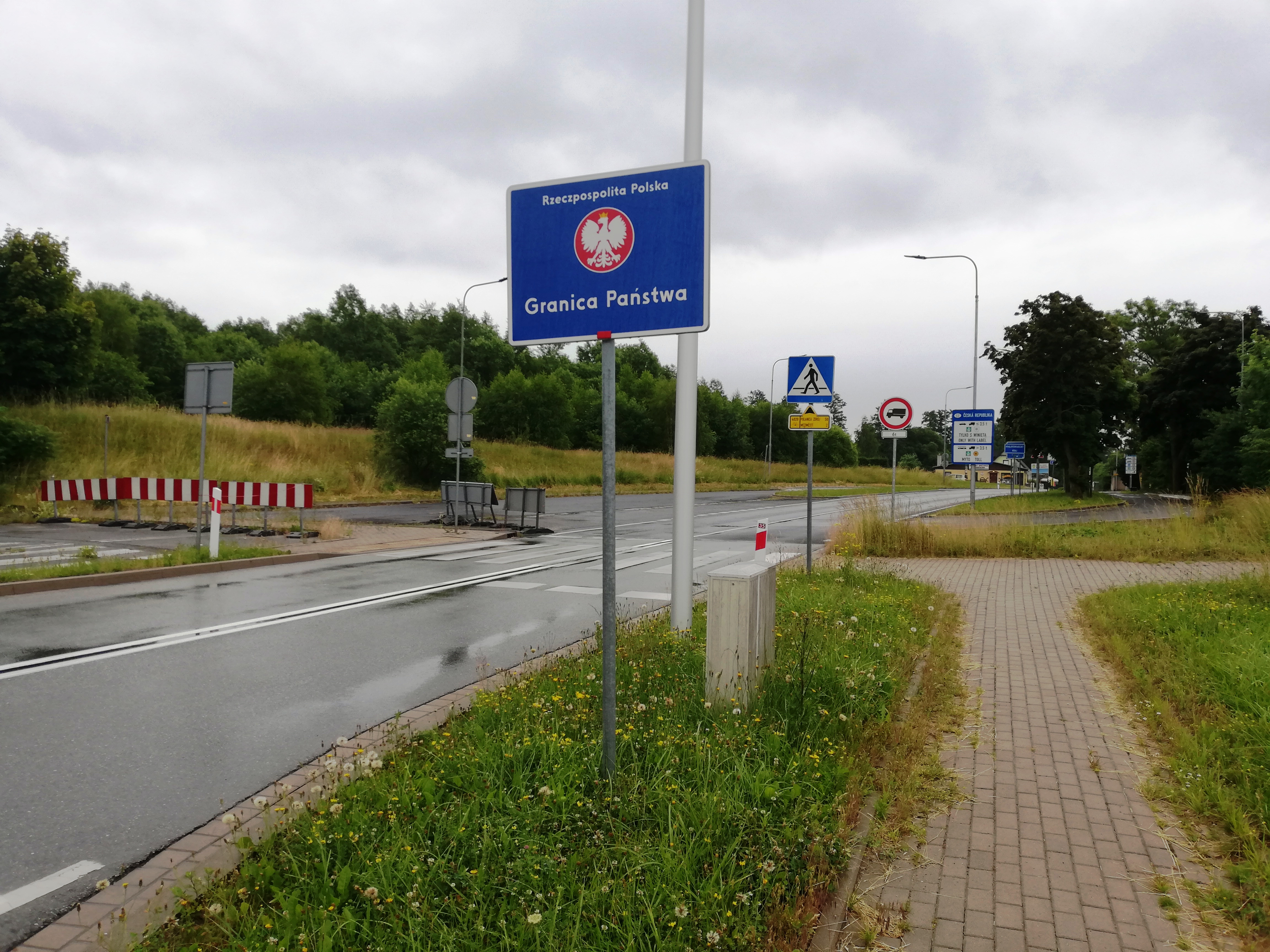
(lipiec 2021)
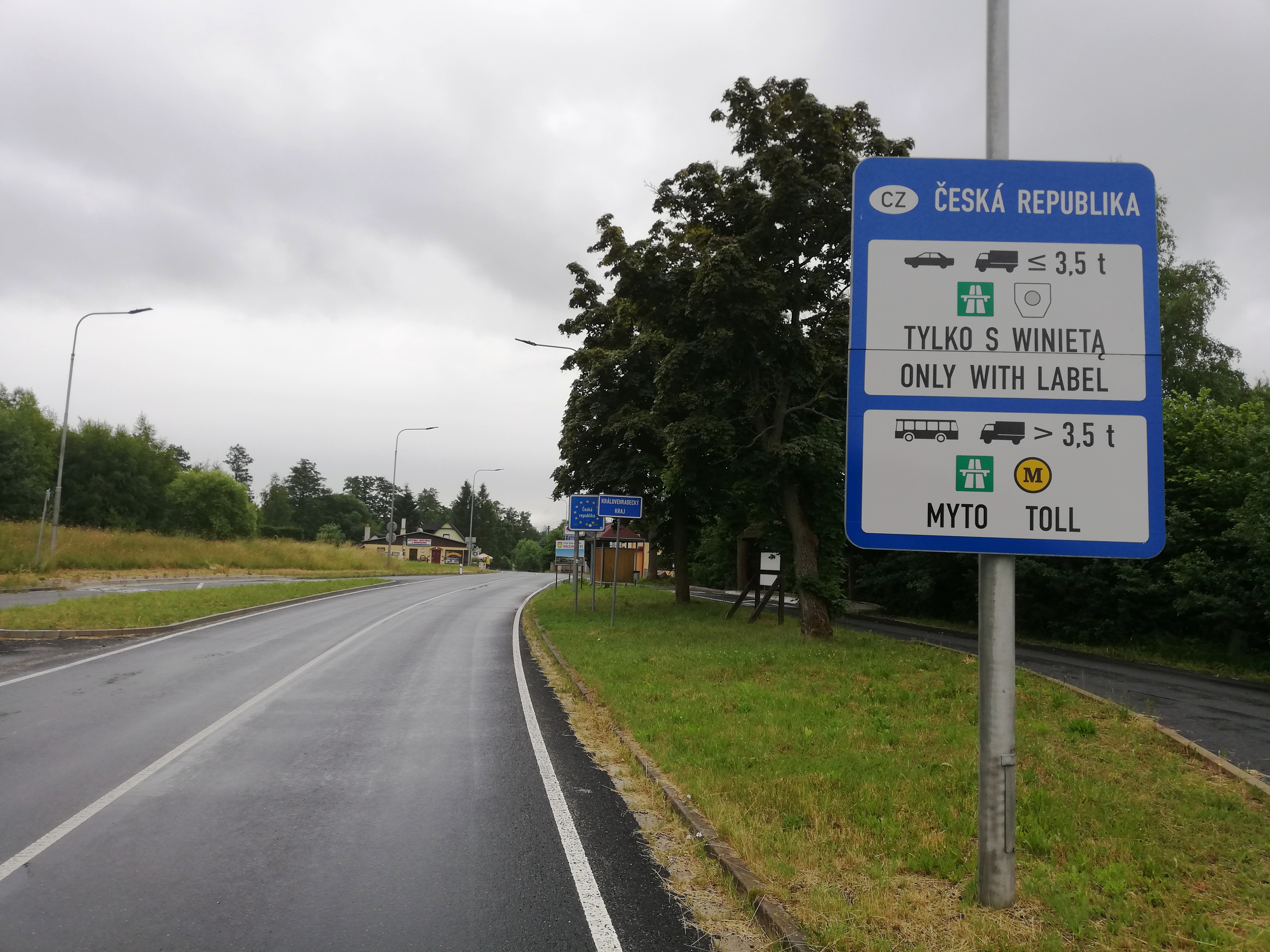
(lipiec 2021)